# Еглофф фон Фрейберг-Айзенберг-Алльмендінген
Барон Еглофф фон Фрейберг-Айзенберг-Алльмендінген (нім. Egloff Freiherr von Freyberg-Eisenberg-Allmendingen; 3 жовтня 1883, Алльмендінген — 11 лютого 1984, Алльмендінген) — німецький офіцер, генерал-майор люфтваффе.

## Біографія
16 вересня 1904 року вступив офіцером роти в 3-й піший гвардійський полк. З 1 травня 1912 по 2 серпня 1914 року пройшов підготовку пілота в 1-му льотному дивізіоні. З 3 серпня 1914 року — пілот 11-го польового льотного дивізіону, з 26 листопада 1914 року — дивізіону голубиної пошти «O». З 28 травня 1915 року — командир 5-го польового льотного, з 17 серпня 1916 року — 11-го, з 20 жовтня 1917 року — 239-го льотного дивізіону, з 18 січня 1918 року — 5-ї льотної групи 7-ї армії.
З 30 листопада 1918 року керував демобілізацією 5-го льотного дивізіону. З 31 січня 1919 року служив у фрайкорі «Лютвіц». З 19 березня 1919 року — комендант авіабази Деберіц. З 1 травня 1920 року служив в штабі 3-ї мототранспортної роти, з 1 жовтня 1920 року — 3-го піхотного полку, з 1 січня 1921 року — 1-го, з 1 жовтня 1921 року — навчального, з 1 лютого 1923 року — знову 1-го батальйону 9-го піхотного полку. З 15 травня 1923 року — командир роти свого полку. З 1 травня 1924 року — авіаційний консультант в штабі 3-ї дивізії. 31 березня 1930 року звільнений у відставку, проте наступного дня повернувся в армію як цивільний співробітник Імперського військового міністерства, наглядав за підготовкою пілотів. 1 жовтня 1932 року відновлений на дійсній службі, зарахований в штаб 1-го батальйону 4-го артилерійського полку і відряджений до командувача берлінського гарнізону. 31 січня 1933 року знову звільнений у відставку.
1 квітня 1934 року вступив в люфтваффе і призначений комендантом авіабази Ютербог. З 1 квітня 1936 року — командир 13-го повітряного району. З 1 жовтня 1936 року — військово-повітряний аташе в Парижі. З 1 жовтня 1937 року — офіцер для особливих доручень при Імперському міністерстві авіації та головнокомандувачі люфтваффе. 1 грудня 1937 року відряджений в командування 2-ї повітряної області, 6 грудня 1937 року — в льотне училище Тутова, 17 січня 1938 року — в навігаційне училище Анклама, 3 лютого 1938 року — в льотне училище Перлеберга, 17 лютого 1938 року — в училище спостерігачів Шенвальде та в 12-й запасний льотний дивізіон, 3 березня 1938 року — у винищувальне училище Вернойхена, 17 березня 1938 року — в 17-й запасний льотний дивізіон та льотне училище A в Кведлінбурзі. З 20 червня 1938 року виконував обов'язки командира льотного училища і 2-го запасного льотного дивізіону. З 1 серпня 1938 року — комендант полігону люфтваффе Вільдфорт, з 1 квітня 1939 року — Драмбург, з 26 серпня 1939 року — району аеропорту Кольберг. 31 жовтня 1943 року остаточно звільнений у відставку.

## Звання
- Фанен-юнкер (16 вересня 1904)
- Фенріх (22 квітня 1905)
- Лейтенант (27 січня 1906)
- Оберлейтенант (19 липня 1913)
- Гауптман (27 січня 1915)
- Майор (1 травня 1927)
- Оберстлейтенант (1 жовтня 1932)
- Оберст запасу (31 січня 1933)
- Оберст (1 жовтня 1935)
- Генерал-майор запасу (1 червня 1938)
- Генерал-майор (1 квітня 1939)

## Нагороди
- Орден Корони (Пруссія) 4-го класу (1914)
- Лицар честі та відданості (Мальтійський орден; 1914)
- Нагрудний знак військового пілота (Пруссія)
- Залізний хрест 2-го і 1-го класу
- Орден «За військові заслуги» (Баварія) 4-го класу з мечами (11 жовтня 1915)
- Орден Фрідріха (Вюртемберг), лицарський хрест 1-го класу з мечами (23 листопада 1917)
- Хрест «За військові заслуги» (Мекленбург-Шверін) 2-го клас
- Королівський орден дому Гогенцоллернів, лицарський хрест з мечами
- Пам'ятний знак пілота (Пруссія)
- Почесний хрест ветерана війни з мечами (1934)
- Медаль «За вислугу років у Вермахті» 4-го, 3-го, 2-го і 1-го класу (25 років; 2 жовтня 1936) — отримав 4 нагороди одночасно.